# Emmanuel Biron
Emmanuel Biron (ur. 29 lipca 1988 w Lyonie) – francuski lekkoatleta specjalizujący się w krótkich biegach sprinterskich oraz w skoku w dal, uczestnik letnich igrzysk olimpijskich w Londynie (2012).

## Sukcesy sportowe
- dwukrotny halowy wicemistrz Francji w biegu na 60 metrów – 2012[1] i 2013
- brązowy medalista mistrzostw Francji w biegu na 100 metrów – 2012[2]

| Rok  | Miasto   | Zawody                         | Konkurencja        | Wynik         |
| ---- | -------- | ------------------------------ | ------------------ | ------------- |
| 2009 | Kowno    | Młodzieżowe mistrzostwa Europy | sztafeta 4 x 100 m | srebrny medal |
| 2012 | Stambuł  | Halowe mistrzostwa świata      | bieg na 60 m       | 6. miejsce    |
| 2012 | Helsinki | Mistrzostwa Europy             | sztafeta 4 x 100 m | brązowy medal |
| 2012 | Londyn   | Igrzyska olimpijskie           | sztafeta 4 x 100 m | 4. miejsce    |
| 2013 | Göteborg | Halowe mistrzostwa Europy      | bieg na 60 m       | 8. miejsce    |
| 2013 | Mersin   | Igrzyska śródziemnomorskie     | bieg na 100 m      | złoty medal   |
| 2013 | Nicea    | Igrzyska frankofońskie         | bieg na 100 m      | złoty medal   |
| 2013 | Nicea    | Igrzyska frankofońskie         | sztafeta 4 x 100 m | srebrny medal |
| 2015 | Praga    | Halowe mistrzostwa Europy      | bieg na 60 m       | 7. miejsce    |
| 2015 | Pekin    | Mistrzostwa świata             | sztafeta 4 x 100 m | 5. miejsce    |

## Rekordy życiowe
- bieg na 60 metrów (hala) – 6,60 – Aubière 25/02/2012
- bieg na 100 metrów – 10,17 – Monako 17/07/2015
- bieg na 200 metrów – 21,21 – Aix-les-Bains 06/05/2012
- skok w dal – 7,96 – Bondoufle 05/07/2009
- skok w dal (hala) – 7,61 – Ankona 25/02/2006